# يوسف عبد اللطيف أبوسعد
يوسف عبد اللطيف أبوسعد الجُميعة (1937 - 1998م) هو شاعر وأديب سعودي. وهو من مواليد الهفوف في محافظة الأحساء بالمنطقة الشرقية عام (1937م، وعمل بالتدريس، وقد تخرج من جامعة الرياض (الملك سعود).
أبناءه هم يعقوب و عبدالرؤوف ولطفي. 
توفي عام 1998م /1419 هـ إثر نوبة قلبية مفاجئة

## من مؤلفاته
أصدر الشاعر يوسف عبد اللطيف أبوسعد ثمانية دواوين شعرية وهي:
- «زفير الناي» عام (1387 هــ/ 1967م).
- «أغاريد من واحدة النخيل» (عام 1406 هــ /1986م).
- «تقاسيم على غور الشجن» (عام 1409 هــ / 1989م).
- «شواطئ الحرمان» (عام 1408 هــ / 1988م).
- «أزمة الثقافة والمستقبل العربي» (عام 1414 هــ / 1993م).
- «تقاسيم على زوارق الأيام» (عام 1412 هــ /1991م).
- «المجموعة الشعرية الكاملة» (عام 1418 هــ /1997)م.[3]
- قطرات من بحيرة العشق.
- البحر الضفاف.
- هجير وعبير.
- سبعون أرغولا.
- بقايا الرذاذ( يحوي حياته العلمية والشعرية).[4]

## تجربته الشعرية
نظم يوسف أبو سعد الشعر في أغراض شعرية عدة وخاصة الشعر الوجداني؛ إذ كانت ظروفه الصحية وغربته سببًا في بعث الأحزان والهموم، وكان دائم الشكوى من الناس ومن كل شيء، وتضمن شعره الغزلي أيضًا نوع من الحزن.
وعلى الرغم من أن الشاعر لم يكن اجتماعيًا بطبعه ولكنه حاول تعويض ذلك من خلال الشعر، فكتب قصائد في بعض إخوته وأفراد أسرته وأقاربه. كما أبدى عبر شعره رأيه في قضايا اجتماعية عدة مثل: قضايا المرأة والتعليم والاختلافات الاقتصادية بين الناس.
ومن ناحية فنية قال عنه دارسه صالح المحمود في دراسته:(شعر يوسف عبد اللطيف: دراسة موضوعية وفنية):
«شاعر لفظ كثر من معنى ، فقد كان مبدعًا في التعامل مع المفردتين: التراثية والعصرية، قادرًا على المواءمة بينهما، وتخير السياقات المناسبة لذلك، في حين كانت معانيه محدودة، استأثر الألم والشكوى بالنصيب الأوفر منها» 
ظهر الأثر التراثي في شعر يوسف أبو سعد كونه شاعر يمتاز بالأصالة في شاعريته، فكان يدافع عن مبدأ أو قضية آمن بها، كما وظف الشاعر الكثير من الثقافة والتراث في شعره؛ ولعل السبب في ذلك يعود إلى دراسته وتخصصه في علم اللغة العربية التي مكنته من الاطلاع المنهجي على التراث الأدبي، فقد قرأ بعمق في الشعر القديم: كالمعلقات والمفضليات، والأصمعيات، وجمهرة أشعار العرب، وغيرها من الدواوين المجموعة والمفردة مثل ديوان: أبي تمام وابن الرومي والبحتري والشريف الرضي والمتنبي والمعري، وقد وسعت قراءاته ثقافته وعمقت تجربته، فأصبح نتاجه متسمًا بالأصالة، وهذا لا يعني أن الشاعر ركز على الشعر القديم وحصر نفسه فيه، بل استطاع أن تكون له شخصية مستقلة تجمع بين أصالة الماضي وحداثة الحاضر.

## وصلات خارجية
- شاعر الأحساء .. يوسف عبد اللطيف أبوسعد